# Kawasaki ZZ-R 1100

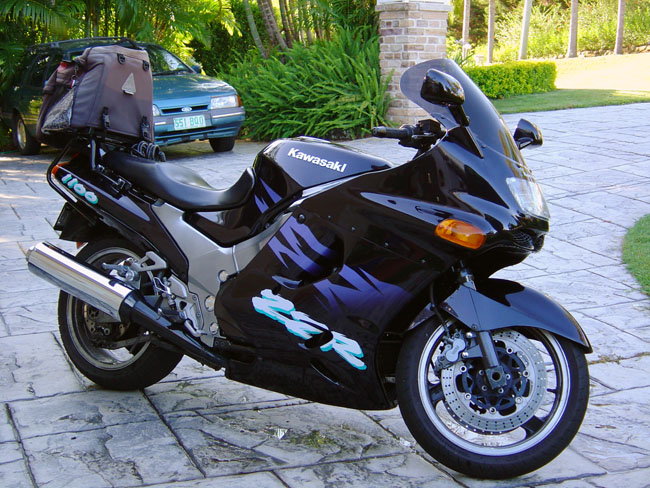
Kawasaki ZZ-R 1100

De Kawasaki ZZ-R 1100 is een type motorfiets van het Japanse merk Kawasaki. De ZZR1100 (die in veel andere landen onder de naam ZX11 werd uitgebracht) kwam in 1990 op de markt. De ZZR is de opvolger van de ZX10 waarbij veel nieuwe ontwikkelingen gebaseerd zijn op de ZX10.
De ZZR is een zware sport-toermotor, een goed compromis voor mensen die graag een fiets met de prestaties van een sportieve motorfiets willen hebben, en het comfort van een toerfiets. De ZZR1100 heeft ruim een half decennium de titel "snelste productie motorfiets" stevig in handen gehad. Pas in 1996 werd deze titel door Honda veroverd met de komst van de CBR 1100XX Super Blackbird die in 1999 werd afgelost door de Hayabusa van Suzuki.
Hadden de eerste modellen reeds een 149 pk vermogen, de latere D-modellen haalden ruim 155 pk. Omdat het motorblok gebaseerd was op de ZX10, die slechts 137 pk leverde, moesten enkele veranderingen aangebracht worden om het hogere vermogen te kunnen realiseren: de boring werd vergroot van 74 mm naar 76 mm bij een gelijkblijvende slag. Daarmee werd een cilinderinhoud van 1.052 cm³ gerealiseerd. Verder werden de in- en uitlaatkleppen vergroot alsmede de doorlaat van de Keihin-carburateur.
Een van de speerpunten destijds was het op dit model geïntroduceerde RAM-Air-systeem. Dit systeem kent twee voordelen: de aangezogen lucht blijft koeler dan bij een conventioneel systeem en door de hogere druk kan een betere cilindervulling gerealiseerd worden en samen leidt dit tot een hoger vermogen.
Ondanks het hoge vermogen is het brandstofverbruik 10 liter per 100 km bij zwaar gebruik en 5 liter per 100 km bij rustig gebruik. Hierdoor kan met de tankinhoud van 24 liter een relatief grote actieradius gehaald worden.
De ZZR1100 werd in 2002 opgevolgd door de ZZR1200 die in 2006 weer opgevolgd werd door de ZZR1400.